# Dukatpriset
Dukatpriset är ett kulturpris i Finland som årligen tilldelas av Finska Konstföreningen till en meriterad ung bildkonstnär, högst 35 år gammal. Dukatpriset har beviljats sedan 1858. Prissumman är 16 000 euro (2018). Det är Finska Konstföreningens styrelse som fattar besluten om priser och stipendier på förslag av föreningens juryer och nämnder. 

## Historik
Dukatpriset är det äldsta av Finska Konstföreningens priser. Det instiftades 1858 och delades ut första gången samma år under föreningens årsfest. Prisets instiftande kan ses som en del av Konstföreningens strävan att skapa ett nationellt konstliv i storfurstendömet Finland. Ursprungligen bestämdes prisutdelningen genom en öppen tävling och bidragen utställdes. Första expositionen ställdes ut i Palmqvistska huset i hörnet av Norra Esplanaden och Fabiansgatan. Utställningen omfattade 65 verk, såväl oljemålningar och skulpturer som fotografier och emaljmålningar. Prisen var till en början två, ett större om 20 dukater och två mindre om 10 dukater. År 1858 delades det stora priset inte ut, medan de mindre prisen tillföll åt Alvina Uggla och Hilda Olson. Två priser om fem dukater var utdelades eleverna Hermansson och Smedberg vid Finska Konstföreningens Ritskola.

## Kända pristagare
- 1861 Victoria Åberg
- 1872 Albert Edelfelt
- 1879 Fanny Churberg och Helene Schjerfbeck

## Pristagare från och med 1940
- 1940 Första pris: Veikko Pälve (från 1942 Aaltona), Andra pris: Selim Soldan, Tredje pris: Hjalmar Karlsson
- 1941 I årsberättelsen nämns ingen prisutdelning
- 1942 Första pris: Selim Soldan, Andra pris: Kullervo Koivisto, Tredje pris: Aarne Aho
- 1943 Första pris: målare Kullervo Koivisto, Andra pris: Priset delades inte ut, Tredje pris: målare Ilmari Nylund
- 1944 Priset delades inte ut
- 1945 Priset delades inte ut
- 1946 Första pris: Aimo Kanerva, Andra pris: Erik Ernroth, Tredje pris: Erkki Talari (fram till 1935 Forsström)
- 1947 Första pris: Helge Dahlman, Andra pris: Erik Ernroth, Tredje pris: Pekka Partanen
- 1948 Första pris: Eva Cederström, Andra pris: Seppo Suo-Anttila, Tredje pris: Tapani Raittila
- 1949 Första pris: Rolf Sandqvist, Andra pris: Bror Ansten, Tredje pris: Johan Finne
- 1950 I årsberättelsen nämns ingen prisutdelning
- 1951 Första pris: Tapani Jokela, Andra pris: Anna-Maija Melanen, Tredje pris: Kauko Räsänen
- 1952 Unto Koistinen
- 1953 Tove Jansson
- 1954 Lauri Ahlgrén
- 1955 Heikki Varja
- 1956 I årsberättelsen nämns ingen prisutdelning
- 1957 Pekka Aarnio
- 1958 Maija Isola
- 1959 Priset delades inte ut
- 1960 Jaakko Sievänen
- 1961 Terho Sakki
- 1962 Priset delades sannolikt inte ut. (Källmaterialet är delvis bristfällight: årsberättelsen 1963 saknas, liksom även juryns protokoll 1962.)
- 1963 Meeri Torvinen
- 1964 Gunnar Pohjola
- 1965 Erkki Santanen
- 1966 Paul Osipow
- 1967 Juhani Harri
- 1968 Anja Hyttinen
- 1969 Juha Soisalo
- 1970 Eino Ahonen
- 1971 Leo Leskinen
- 1972 Rauni Liukko
- 1973 Jarmo Mäkilä
- 1974 Leena Luostarinen
- 1975 Sinikka Palonen, Helena Pylkkänen
- 1976 Hannele Kylänpää, Juhani Tuominen
- 1977 Eero von Boehm, Anu Matilainen
- 1978 Panu Patomäki, Ulla Rautava
- 1979 Tero Laaksonen, Raili Tang, Jan-Kenneth Weckman
- 1980 Martti Aiha, Marjatta Tapiola
- 1981 Pekka Kauhanen, Tapani Mikkonen, Silja Rantanen
- 1982 Pekka Pitkänen, Anna Alapuro, Helge Riskula
- 1983 Chris af Enehjelm, Pentti Meklin, Pauno Pohjalainen
- 1984 Ilppo Alho, Markus Konttinen, Mari Tykkyläinen
- 1985 Pertti Kukkonen, Harri Leppänen, Ilkka Väätti
- 1986 Outi Pienimäki, Markku Pääkkönen
- 1987 Juha Saitajoki, Thomas Nyqvist
- 1988 Elina Liikanen, Antti Nordin, Anne Tompuri
- 1989 Nils Haukeland, Helena Kronqvist, Henrietta Lehtonen
- 1990 Timo Heino, Riitta Uusitalo
- 1991 Susanne Gottberg, Antti Tanttu, Irmeli Hulkko, Olli Jaatinen & Kare Lampinen
- 1992 Marie Brask, Veli Granö, Jari Kylli
- 1993 Mikko Paakkola, Katarina Reuter, Jaakko Tornberg
- 1994 Johanna Ilvessalo, Sirpa Hynninen, Anssi Törrönen
- 1995 Saara Ekström, Maija Holma, Marjatta Kekki, Sari Porthén, Pekka Sassi, Minna Törrönen
- 1996 Priset delades inte ut
- 1997 Johanna Aalto
- 1998 Janne Räisänen
- 1999 Maija Helasvuo, Tiina Laitanen
- 2000 Priset delades inte ut
- 2001 Paavo Paunu (född 1965)
- 2002 Viggo Wallensköld (född 1969)
- 2003 Vesa-Pekka Rannikko (född 1968)
- 2004 Minna Jatkola (född 1974)
- 2005 Tea Mäkipää (född 1973)
- 2006 Pauliina Turakka Purhonen (född 1971)
- 2007 Mari Sunna (född 1972)
- 2008 Terike Haapoja (född 1974)
- 2009 Petri Eskelinen (född 1975)
- 2010 Leena Nio (född 1982)
- 2011 Hans Rosenström (född 1978)
- 2012 Maija Luutonen (född 1978)
- 2013 Riikka Kuoppala (född 1980)
- 2014 Alma Heikkilä (född 1984)
- 2015 Tuomo Rainio (född 1983)
- 2016 Nestori Syrjälä (född 1983)
- 2017 Jaakko Pallasvuo (född 1987)
- 2018 Elina Autio (född 1985)